# Mohammed Siad Barre
Mohammed Siad Barre (som. Maxamed Siyaad Barre; arab. محمّد زياد بري; ur. 6 października 1919 w Shilavo w Ogadenie, zm. 2 stycznia 1995 w Lagos) – przywódca i dyktator wojskowy Somalii w latach 1969–1991.

## Życiorys
Urodził się w rodzinie nomadów klanu Darod. Jego rodzice zmarli gdy miał dziesięć lat. Po ukończeniu szkoły podstawowej w mieście Luuq w południowej Somalii, przeniósł się do stolicy ówczesnej Somalii włoskiej, Mogadiszu, gdzie kontynuował naukę w szkole średniej. Według różnych źródeł mógł się urodzić w 1912, 1916, 1919 lub 1921 roku. W młodości wstąpił do somalijskiej policji kolonialnej. Po tym gdy w 1941 roku kraj został zajęty przez Brytyjczyków awansował na stanowisko głównego inspektora. Gdy w 1950 roku Somalia powróciła pod zarząd włoski, Siad wysłany został na dwuletnie szkolenie do akademii wojskowej we Florencji. Po uzyskaniu przez kraj niepodległości został przydzielony do armii narodowej. Od 1966 roku sprawował rangę generała majora i naczelnego wodza.
22 października 1969 roku zainspirowany panarabskim puczem w Sudanie przeprowadził zamach stanu. W wyniku puczu wojsko powołało Najwyższą Radę Rewolucyjną której Siad został przewodniczącym. Rada zawiesiła konstytucję, rozwiązała parlament, aresztowała członków obalonego rządu, zakazała działalności partii politycznym, przeprowadziła reformy utrzymane w lewicowym stylu (w 1970 roku nacjonalizacja przedsiębiorstw, ożywienie kontaktów z krajami socjalistycznymi) i przemianowała kraj na Demokratyczną Republikę Somalii. Działania te przyniosły Somalii uznanie ze strony ZSRR, co przełożyło się na dużą pomoc wojskową w latach 70. Do Somalii trafiły czołgi i jednostki powietrzne radzieckiej konstrukcji. W 1976 roku w miejsce Rady wojskowi powołali monopartię o nazwie Somalijska Rewolucyjna Partia Socjalistyczna, Siad został jej przywódcą i prezydentem kraju jednocześnie. W tak skonstruowanym systemie realna autorytarna władza należała do Siada który rządy sprawował powołując się na oficjalną państwową ideologię znaną jako socjalizm naukowy będącą w praktyczne mieszanką marksizmu i islamu. W tym quasi-socjalistycznym ustroju w niewielkim stopniu pozwolono na funkcjonowanie prywatnym firmom a zasady kulturowe islamu nie były zwalczane.
Eliminował przejawy klanowości, usiłował wprowadzić w Somalii alfabet łaciński, wprowadził państwową kontrolę nad instytucjami religijnymi (w tym meczetami). Junta na dużą skalę prowadziła programy robót publicznych i alfabetyzacji. W polityce zagranicznej bardziej podkreślano powiązania Somalii ze światem arabskim. W 1975 roku Siad włączył Somalię w strukturę Ligi Arabskiej. W tym samym roku został wybrany przewodniczącym Organizacji Jedności Afrykańskiej.
Opowiadał się za koncepcją Wielkiej Somalii, która odnosiła się do całości regionu Rogu Afryki w których mieszkają etniczni Somalijczycy. Teren ten obejmuje więc Ogaden, Dżibuti i północno-wschodnią Kenię a więc tereny zamieszkałe prawie wyłącznie przez Somalijczyków. W ramach tej koncepcji zaostrzył relacje z sąsiednią Etiopią. W okresie wojny o niepodległość Erytrei wspierał separatystów z Erytrejskiego Frontu Wyzwolenia i Erytrejskiego Ludowego Frontu Wyzwolenia. Od czasu puczu w Etiopii z 1974 starał się wykorzystać panującą w tym kraju dezintegrację do rozszerzenia Somalii na Ogaden. Ta etiopska prowincja była zamieszkiwana w większości przez ludność somalijską która w przeszłości podejmowała się zbrojnych prób oderwania od Etiopii. Polityka integracji w konflikt w Ogadenie w latach 1976-77 ograniczył się do zaopatrywania tamtejszych rebeliantów z Frontu Wyzwolenia Zachodniej Somalii. W lipcu 1977 roku Siad zdecydował o bezpośrednim wsparciu działań separatystów i uderzeniu regularnej armii na etiopskie pozycje w Ogadenie.
Wraz z rozpoczęciem inwazji na Etiopię, Somalia utraciła wsparcie Moskwy co spowodowane było radzieckim wsparciem dla Etiopii. Rząd Somalii w efekcie zerwał wszelkie porozumienia z ZSRR i wycofał z kraju radzieckich doradców, równocześnie zwracając się o pomoc militarną do Stanów Zjednoczonych. W 1978 roku Waszyngton zainstalował w Somalii misję pod nazwą Amerykańska Agencja na rzecz Rozwoju Międzynarodowego, utworzono także bazę wojskową w Berberze. Amerykańskie wsparcie okazało się zbyt późne - do września 1977 roku jedynie 10% Ogadenu znajdowało się poza kontrolą Etiopii.
Po militarnej porażce zmienił kurs. W 1979 roku ogłosił nową konstytucję i przeprowadził wybory do Zgromadzenia Ludowego. W październiku 1980 roku rozwiązał rządzącą monopartię, a w jej miejscu przywrócił Najwyższą Radę Rewolucyjną.
W latach 80. klęska suszy wywołała kryzys gospodarczy i wzmogła nastroje antyrządowe. W czerwcu 1982 rebelianci z ugrupowania Demokratyczny Front Ocalenia Somalii z obszaru Etiopii (i z jej pomocą) przeprowadzili atak na Somalię, zajmując kilka miast. Wojna zakończyła się klęską sił rebeliancko-etiopskich, z powodu militarnego wsparcia Somalii przez Stany Zjednoczone.
W 1990 roku w kraju wybuchły walki klanowe które zmusiły Siada do wprowadzenia reform. W grudniu tego samego roku wprowadził on nową konstytucję regulującą system wielopartyjny. Jednocześnie rząd zapowiedział przeprowadzenie wolnych wyborów. Spóźnione reformy nie zdołały zatrzymać postępującej dezintegracji kraju. W styczniu 1991 roku Siad został zmuszony do rezygnacji i udał się na emigrację do Nigerii, gdzie zmarł w 1995 roku.